# Spoorlijn 024 (Tsjechië)
Spoorlijn 024 is een 13,65 kilometer lange spoorlijn in Tsjechië. De lijn loopt van de stad Ústí nad Orlicí naar de stad Letohrad, beide liggend in het oosten van de regio Pardubice.
Op 5 oktober 1874 vond de opening van de gehele lijn plaats, die was aangelegd door het bedrijf Österreichische Nordwestbahn. Sindsdien is de lijn in beheer en eigendom geweest van de kkStB (Kaiserlich-königliche österreichische Staatsbahnen), de ČSD (Tsjechoslowaakse Staatsspoorwegen) en tegenwoordig de České dráhy en de Staatsorganisatie voor spoorweginfrastructuur (SŽDC). Sinds december 1982 is de spoorlijn geëlektrificeerd, op de bovenleidingen staat een spanning van 3000 volt gelijkstroom.